# Steven S. Vogt
Steven Scott Vogt (Rock Island, 20 dicembre 1949) è un astronomo statunitense.
Particolarmente impegnato nella ricerca di pianeti extrasolari, dal 1978 è professore di astronomia all'Università della California di Santa Cruz.
È stato uno degli scopritori, assieme a Paul Butler, di Gliese 581 g, il primo pianeta extrasolare con caratteristiche tali da poter essere abitato da forme di vita. Lo ha chiamato "Zarmina" in onore di sua moglie, Zarmina Dastagir.
Ha progettato l'HIRES (High Resolution Echelle Spectrometer), uno spettrografo ottico ad alta risoluzione montato stabilmente sul telescopio di 10 metri di apertura dell'Osservatorio Keck nell'isola di Hawaii.
Nel 1987 inventò la tecnica del Doppler imaging, dimostratasi molto efficace 
per mappare le caratteristiche della superficie delle stelle.
È stato l'ideatore e principale progettista dell'Automated Planet Finder, un telescopio di 2,4 metri di apertura situato presso l'Osservatorio Lick in California, destinato alla ricerca, in modo completamente automatico, di pianeti extrasolari con massa da 5 a 20 volte quella Terra, la cui entrata in funzione era prevista entro la primavera del 2011 ma fu poi inaugurato nel gennaio 2014.
Il Dr. Vogt è membro del "California-Carnegie Planet Search Team", un gruppo di lavoro dedicato alla ricerca e allo studio dei pianeti extrasolari.
Nel 1995 gli è stato conferito il premio Maria e Eric Muhlmann.